# Міжнародне визнання Чеченської Республіки Ічкерія

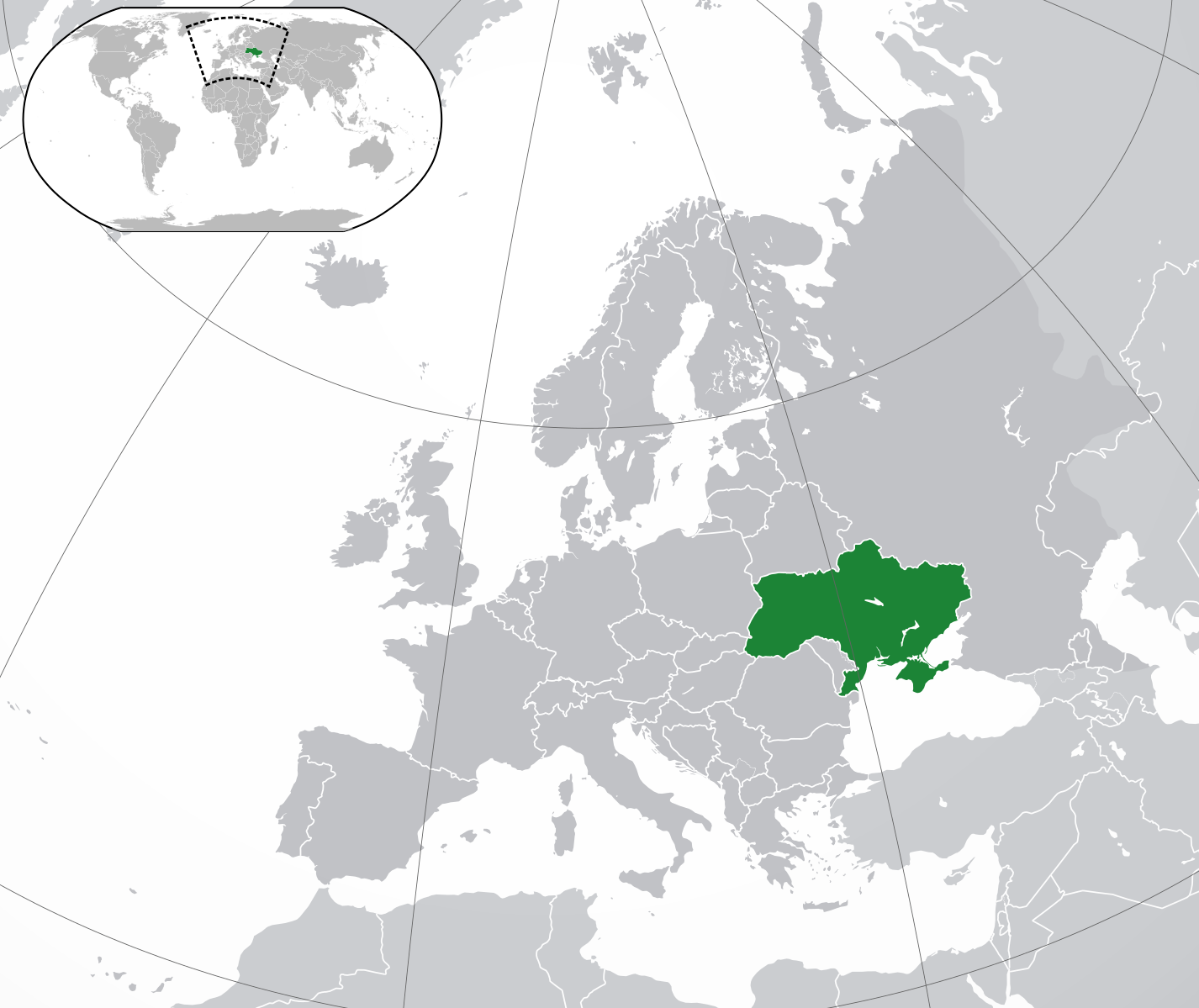
Україна повністю визнає Ічкерію як суверенну державу, та розглядає її як існуючу націю.

Чеченська Республіка Ічкерія проголосила свою незалежність 8 червня 1991 року рішенням загальнонаціонального конгресу чеченського народу. У ході Другої російсько-чеченської війни територія країни була повністю окупована військами Російської Федерації та анексована нею як суб'єкт федерації (Чеченська Республіка). Попри це, збройний опір окупації тривав до 2009 року, а окремі виступи відбувалися й пізніше. Органи влади Ічкерії продовжили свою діяльність у вигнанні. Ічкерія контролювала свою заявлену територію та мала всі атрибути державності, проте станом натепер була офіційно визнана лише однією країною — членом ООН — Україною.

## Грузія
13 березня 1992 року президент Грузії Звіад Гамсахурдія, на той момент відсторонений від влади внаслідок перевороту, перебуваючи в Грозному, підписав указ про визнання незалежності ЧРІ. Його наступник, Едуард Шеварнадзе, не підтвердив це визнання.

## Афганістан
Частково визнаний уряд талібів в Афганістані у 2000 році визнав незалежність Ічкерії, а в Кабулі було відкрито ічкерійське посольство. При цьому у Грозному визнавали, що Талібан не є визнаним урядом Афганістану..

## Україна
Першою державою-членом ООН, що офіційно визнала її незалежність стала Україна — 18 жовтня 2022 року на пленарному засіданні Верховної Ради депутати визнали Ічкерію тимчасово окупованою Росією і засудили геноцид чеченського народу.

## Росія
Офіційно Росія не визнавала Ічкерію. Проте після Першої російсько-чеченської війни між державами був укладений офіційний мирний договір, що дало підстави говорити про визнання де-факто. Американський юрист, професор Френсіс Бойл, розцінює мирний договір, як визнання Росією незалежності ЧРІ де-факто. Він грунтується на тому, що в тексті договору офіційно вживався термін "Чеченська республіка Ічкерія", що договір містив посилання на міжнародне право як на основу двосторонніх відносин і був повністю складений за формою міждержавних договорів.Борис Єльцин налагодив відносини з Асланом Масхадовим, але Путін скасував його рішення.

## Польща
Матеуш Моравецький Прем'єр-міністр Польщі у 2023 запропонував визнати суверенітет Ічкерії на тій підставі, що вони «століттями боролися за свою незалежність».